# Disc compact
Discul compact (numit și prin termenul englezesc compact disc, scris și compact-disc, sau prin abrevierea CD pronunțată [sidi]) este un disc optic folosit pentru a stoca informații de natură foarte diversă în format digital, creat inițial pentru înregistrări audio. Discul se numește optic după procedeul de înregistrare (scriere) și redare (citire), bazat pe utilizarea unui fascicul de lumină laser focalizat. Spre deosebire de discurile de patefon și discurile dure, CD-urile sunt înregistrate pe o singură față.

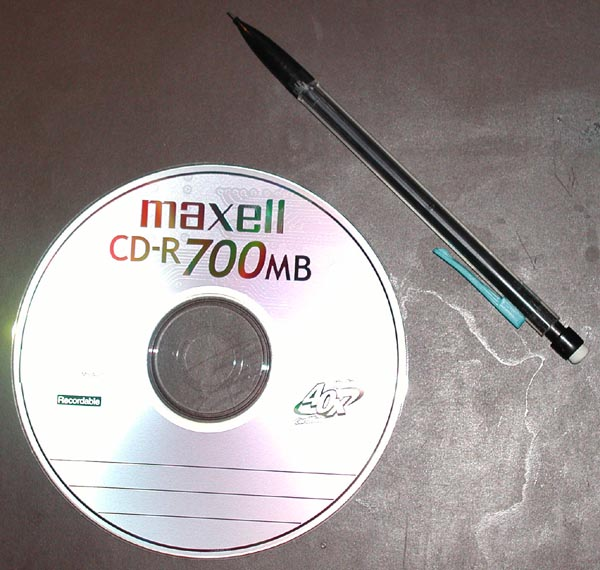
Un CD lângă un creion mecanic, pentru comparație de mărime

## Istoric
CD-urile au apărut nu prea îndepărtat de zilele noastre. Preocupările în acest domeniu s-au consemnat îndeosebi după anul 1980, în urma unei înțelegeri între renumitele companii Philips și Sony. Până la această dată fiecare dintre aceste două companii realizase, după propriile concepții și tehnologii, diferite variante de CD-uri, însă abia în anul 1982, ca urmare a înțelegerii stabilite, ele au definitivat standardul actualelor CD-uri.

## Tipuri de discuri compacte
Discurile CD au mai multe variante:
- CD-ROM - discuri pentru date (de calculator și nu numai), nemodificabile ("Read-Only Memory"),
- CDA - discuri CD de audio. Acestea sunt asemănătoare (unii spun chiar identice) cu discurile CD-ROM. Ele sunt identice ca suport fizic, ca principiu de înregistrare și citire, și de asemenea și ca mărime și format fizic, însă diferă din punct de vedere al continuțului informațional și al unităților hard pentru înregistrare și redare. Un CD audio, introdus într-o unitate hard de CD-ROM, va putea fi citit și redat fără probleme. Nu însă și invers: introducerea unui CD-ROM într-un CD Player nu este recomandată.
- CDDA - CD-uri de audio digital. Identic cu varianta CDA de mai sus.
- CD-R - discuri înregistrabile de către utilizator (o singură înregistrare) ("recordable")
- CD-RW - discuri care pot fi înregistrare de mai multe ori ("re-writable")
- SACD (de la Super Audio CD) - discuri pentru înregistrări audio de calitate superioară

## Caracteristici
Principalele caracteristici de performanță ale unităților de citire/scriere CD sunt:
- capacitatea de stocare: la un CD aceasta este de 650, 700 sau chiar de 800 sau 900 MO, fiind mult superioară dischetei (floppy disk).
- timpul de acces: este, ca și la discurile dure, timpul ce se consumă din momentul emiterii unei cereri de citire sau scriere și până în momentul când începe efectiv transferul de date. Acest parametru se măsoară în milisecunde și este mai mare ca la discurile dure, fiind cuprins în medie între 60 și 120 ms. Astfel, în timp ce la discurile dure timpul de acces este de sub 10 ms, la CD-ROM-uri timpul de acces nu scade mult sub 100 ms. Timpul mare de acces se explică, în primul rând, prin faptul că la fiecare accesare CD-ul trebuie adus la o anumita viteză de rotire, în timp ce discul dur are o viteză de rotație constantă, iar în al doilea rând capul de citire, la unitatea CD, este ceva mai greu, conținând mai multe elemente (laserul, fotocelula, unitatea de focalizare ș.a.), manevrarea acestuia cerând mai mult timp. Din acest punct de vedere unitățile CD se află în curs de permanentă perfecționare.
- rata de transfer: aceasta se referă la cantitatea de informație ce se transferă într-o secundă; poate fi cuprinsă între 150 KO/s (la primele tipuri de unități de CD-uri) și peste 7.000 KO/s (la unitățile moderne). Rata de transfer depinde în primul rând de timpul de acces și de viteza de lucru a unității CD.
- viteza de lucru: reprezintă un parametru care influențează direct rata de transfer și timpul de acces. Se stabilește în raport cu primul tip de unitate CD numit single-speed, care lucra cu un transfer de 150 KO/secundă și față de care s-au dezvoltat apoi viteze de 2xSpeed, de 4xSpeed, de 8xSpeed ș.a.m.d., ajungându-se în prezent până la 54x, căreia i-ar corespunde, cel puțin teoretic, o rată de transfer de 7.800 KO/s.

Deși mult superior dischetei, față de discurile dure CD-ul prezintă dezavantaje datorate timpului de acces mai mare și ratei de transfer mai mici.